# Domus Tiberiana
La  Domus Tiberiana fut le premier Palais impérial de Rome, sur le Palatin, édifié par l’empereur Tibère à l’ouest de la colline, sur une vaste zone entre le temple de Magna Mater et les pentes  donnant sur le Forum. Sur cet emplacement s’étendent les Jardins Farnèse du XVIe siècle. Seules les zones marginales du périmètre ont été fouillées tandis que le noyau central est encore largement inexploré. 

## Histoire
Peut-être Tibère a-t-il choisi ce site car sa maison natale se trouvait sur cette colline. La structure initiale du palais devait se limiter à la partie centrale des jardins d’aujourd’hui. Caligula l’agrandit en direction du Forum et Domitien le fit restaurer. Au cours de cette restauration fut créée l’entrée monumentale donnant sur le Forum.
La zone centrale des jardins fut sondée par l’archéologue Pietro Rosa entre 1861 et 1863.

## Description
De la partie centrale on ne connaît qu’un ensemble de pièces entourées d’un grand péristyle d’où partait une allée qui se terminait probablement près du temple de Magna Mater; d’autres allées devaient déboucher sur le cryptoportique de la Domus Transitoria néronienne.
À l’angle sud-est, en direction du temple d'Apollon Palatin se trouve la Maison de Livie qui fut complètement déblayée, mettant au jour un ensemble de dix-huit salles rectangulaires couvertes de voûtes en berceau. L’une de ces voûtes montre une section peinte de panneaux contenant des scènes figurées (figure féminine, panthère et oiseaux) datés du IIIe siècle, tandis que les murs de briques peuvent être datés de la reconstruction néronienne après l'incendie de 64.
À l’est, de longs cryptoportiques attribués à la période néronienne délimitent la zone.
Au nord, l’espace est naturellement délimité par les pentes abruptes qui donnent sur le Forum et par le tracé d’une la voie montante, le Clivus Victoriae ou montée de la Victoire.